# Avignonet-Lauragais
Avignonet-Lauragais är en kommun i departementet Haute-Garonne i regionen Occitanien i södra Frankrike. Kommunen ligger i kantonen Villefranche-de-Lauragais som tillhör arrondissementet Toulouse. År 2022 hade Avignonet-Lauragais 1 600 invånare.

## Befolkningsutveckling
Antalet invånare i kommunen Avignonet-Lauragais
Referens:INSEE